# Miomantis milmilena
Miomantis milmilena es una especie de mantis de la familia Mantidae.

## Distribución geográfica
Se encuentra en Etiopía, Camerún Somalia y   Togo.